# Tomiyamichthys
Tomiyamichthys es un género de peces de la familia Gobiidae y de la orden de los Perciformes. El nombre de este género honra al ictiólogo japonés Itiro Tomiyama.

## Especies
Actualmente se han descrito 19 especies de este género:
- Tomiyamichthys alleni Iwata, Ohnishi & Hirata, 2000
- Tomiyamichthys dorsostigma Bogorodsky, Kovačić & J. E. Randall, 2011
- Tomiyamichthys elliotensis G. R. Allen, Erdmann & Dudgeon, 2023
- Tomiyamichthys emilyae Gerald R. Allen, Mark V. Erdmann & Ilham Vemandra Utama, 2019
- Tomiyamichthys eyreae Allen, Erdmann & Mongdong, 2020
- Tomiyamichthys fourmanoiri (J. L. B. Smith, 1956)
- Tomiyamichthys gomezi G. R. Allen & Erdmann, 2012
- Tomiyamichthys lanceolatus (Yanagisawa, 1978)
- Tomiyamichthys latruncularius (Klausewitz, 1974)
- Tomiyamichthys levisquama Hoese, Shibukawa & J. W. Johnson, 2016
- Tomiyamichthys nudus G. R. Allen & Erdmann, 2012
- Tomiyamichthys oni (Tomiyama, 1936)
- Tomiyamichthys praealta (Lachner & McKinney, 1981)
- Tomiyamichthys reticulatus Greenfield, 2017
- Tomiyamichthys russus (Cantor, 1849)
- Tomiyamichthys smithi (I. S. Chen & L. S. Fang, 2003)
- Tomiyamichthys stuarti Allen, Erdmann & Brooks, 2018
- Tomiyamichthys tanyspilus J. E. Randall & I. S. Chen, 2007
- Tomiyamichthys zonatus G. R. Allen, 2015